# Waleed Abdullah
Waleed Abdullah (arabsky وليد عبدالله‎; * 19. dubna 1986 Rijád) je saúdskoarabský fotbalový brankář, který v současnosti hraje za saúdskoarabský klub Al Shabab FC. V roce 2008 se zúčastnil olympijské kvalifikace, kde odehrál 11 zápasů. 10. dubna 2016 nebyl vpuštěn do zápasu, jelikož jeho účes nebyl v souladu s islámem, a tak se musel nechat na místě ostříhat.